# Les Petites Mains (pièce de théâtre)
Pour les articles homonymes, voir Les Petites Mains (homonymie).
Les Petites Mains est une comédie en trois actes d'Eugène Labiche, créée à Paris, au théâtre du Vaudeville, le 28 novembre 1859.

## Distribution
| Acteurs et actrices ayant créé les rôles    |                   |
| Personnage                                  | Acteur ou actrice |
| Georges de Vatinelle                        | Félix             |
| Courtin, commerçant, beau-père de Vatinelle | M. Parade         |
| Chavarot, commerçant                        | Saint-Germain     |
| Jules Delaunay                              | M. Candeilh       |
| Lorin, domestique de Vatinelle              | M. Boisselot      |
| Desbrazures, employé                        | M. Chaumont       |
| Amélie, femme de Vatinelle                  | Mlle Bérengère    |
| Anna, fille de Courtin                      | Blanche Pierson   |
| Mme de Flécheux                             | Mlle Dubosq       |
| Un tapissier                                | M. Roger          |
| Un marchand de chales                       | M. Bachelet       |